# Manolo Martini
Manolo Martini (Sinalunga, 16 dicembre 1980) è un conduttore televisivo italiano.

## Carriera
Originario di San Giovanni Valdarno, esordisce alla conduzione su Odeon TV (nel programma Hotel 30 stelle) e Magic TV. La sua prima trasmissione in diretta quotidiana è stata VJ & Friends, alla quale sono poi seguite Bestseller (classifica settimanale degli album più venduti in Italia), le interviste agli artisti internazionali, le corrispondenze dal Festival di Sanremo e dai Wind Music Awards.
Nei primi anni 2000 passa in Rai, di cui diviene uno dei "volti" più giovani: nel 2007 ha presentato, in mondovisione su Rai Uno, la diretta in occasione dell'Incontro nazionale dei giovani a Loreto; l'anno seguente ha recitato in una sit-com estiva su Rai Tre.
Nel giugno 2008 gli viene affidata, insieme ad Isabella Arrigoni, la conduzione di Trebisonda, programma-contenitore quotidiano della tv dei ragazzi di Rai 3; ne ha presentato in diretta oltre 260 puntate, fino alla cessazione della trasmissione nel 2010.
Nel 2009 ha presentato, sempre sulla terza rete, il gioco a quiz Semaforo verde; nel mese di dicembre appare altresì nello spot per i 30 anni di Rai Tre.
Nel 2010 conduce dalla Terra santa il programma 6 in Cammino, prodotto dall'Antoniano di Bologna e andato in onda su Boing.
Nel 2011 conduce per Turner il Format TV Internazionale Ben 10: Ultimate Challenge su Cartoon Network e su Boing. Nello stesso anno riceve il premio Lilliput come miglior conduttore per tv ragazzi.
Nel 2012 insieme a Marco Berry, Cristina Chiabotto e Arianna Bergamaschi ha condotto le missioni speciali del programma Bau Boys su Italia 1, presentando inoltre il Bau Day National Tour.
Conclusa l'esperienza televisiva, ha intrapreso un'attività imprenditoriale.